# Madunice
Madunice (allemand : Madunitz), est un village de Slovaquie situé dans la région de Trnava.

## Histoire
Première mention écrite du village en 1113.

## Démographie

### Évolution de la population
| Année:               | 1994. | 2004.    | 2014.   | 2024.   |
| -------------------- | ----- | -------- | ------- | ------- |
| Nombre de personnes: | 1854  | 2040     | 2191    | 2340    |
| Différence:          |       | +10,03 % | +7,40 % | +6,80 % |

| Année:               | 2023. | 2024.   |
| -------------------- | ----- | ------- |
| Nombre de personnes: | 2341  | 2340    |
| Différence:          |       | -0,04 % |